# Parapristipoma trilineatum
Parapristipoma trilineatum és una espècie de peix pertanyent a la família dels hemúlids.

## Descripció
- Pot arribar a fer 40 cm de llargària màxima i 1.050 g de pes.[6][7][8]

## Hàbitat
És un peix marí, bentopelàgic, oceanòdrom i de clima subtropical.

## Distribució geogràfica
Es troba al sud del Japó, el mar de la Xina Oriental i Taiwan.

## Observacions
És inofensiu per als humans.